# Rhodostrophia herbicolens
Rhodostrophia herbicolens là một loài bướm đêm trong họ Geometridae.